# 玉山区
玉山区（たまやまく）は、岩手県盛岡市にかつて設置されていた地域自治区。2006年1月10日、岩手郡玉山村全域が盛岡市に編入されたことに伴い設置。2016年3月31日で廃止された。

## 歴史
- 2006年（平成18年）1月10日 - 玉山村が盛岡市に編入され、玉山区となる。編入に伴い、旧玉山村区域の住所表記は「岩手県岩手郡玉山村」が「岩手県盛岡市玉山区」となり、「大字」の2文字の表示がなくなった[1]。
- 2016年（平成28年）3月31日 - 設置期間満了に伴い、地域自治区としての玉山区が廃止。
- 2016年（平成28年）4月1日 - 旧玉山村区域の住所から玉山区が外れる（例：盛岡市玉山区渋民→盛岡市渋民。合併前の盛岡市の地名と重なる永井と馬場は、それぞれ「盛岡市玉山永井」「盛岡市玉山馬場」となるが、同じく重複する上田には玉山はつかない（「盛岡市上田字○○」とされる）。郵便番号については、従前と同じとなるため、旧玉山区域の上田と元からの盛岡市の上田とは郵便番号上は区別される）[2]。

## 行政

### 公安
- 岩手県警察
  - 盛岡東警察署
    - 渋民駐在所
    - 好摩駐在所
    - 玉山駐在所
- 岩手県運転免許試験場（下田字仲平183番地1）
  - 技能試験を伴わない運転免許更新&新規交付手続きはアイーナ1階にある「盛岡運転免許センター」が担当。

### 消防
- 盛岡地区広域消防本部
  - 盛岡中央消防署
    - 玉山出張所

### 気象観測
玉山区には好摩と藪川の2カ所に盛岡地方気象台のアメダスが設置されている。

## 郵便
- 盛岡中央郵便局（郵便事業盛岡支店、〒020-8799）
  - 好摩郵便局（〒028-4199 集配特定。日本郵便好摩集配センター併設。玉山区のうち〒028-41xx地域を管轄）
  - 藪川郵便局（〒028-2799 集配特定。日本郵便藪川集配センター併設。玉山区のうち〒028-27xx地域を管轄）

〒020-02xx地域は以前玉山郵便局の管轄だったが、玉山局は郵便事業改革の一環として無集配特定局へ降格されたため、現在020-02xx地域の集配は盛岡中央局の管轄となっている。

## TVチャンネル・ラジオ周波数
- ほとんどの世帯は紫波町の新山にアンテナを向けているが、谷地山局や西根松尾中継局を受信している世帯もある。
- ラジオは盛岡親局を受信（IBCラジオ:684kHz、NHK盛岡第1:531kHz・第2:1386kHz・FM:83.1MHz、FM岩手:76.1MHz、ラヂオもりおか:76.9MHz）

## 教育
中学校
- 盛岡市立玉山中学校
- 盛岡市立藪川中学校 (2014年盛岡市立米内中学校へ統合)
- 盛岡市立渋民中学校
- 盛岡市立巻堀中学校

小学校
- 盛岡市立玉山小学校
- 盛岡市立城内小学校 (平成29年3月31日閉校)
- 盛岡市立藪川小学校
- 盛岡市立渋民小学校
- 盛岡市立生出小学校
- 盛岡市立巻堀小学校
- 盛岡市立好摩小学校

## 交通

### 鉄道路線
- 東日本旅客鉄道（JR東日本）
  - 花輪線:好摩駅
- IGRいわて銀河鉄道
  - いわて銀河鉄道線:渋民駅 - 好摩駅

### 路線バス
- 岩手県北バス
- 岩手県交通
- JRバス東北

### 道路
- 一般国道
  - 国道4号
  - 国道282号
  - 国道455号
- 県道
  - 岩手県道16号盛岡環状線
  - 岩手県道129号好摩停車場線
  - 岩手県道158号藪川川口線
  - 岩手県道169号渋民川又線
  - 岩手県道199号大更好摩線
  - 岩手県道204号大志田停車場線
- 幹線市道
  - 盛岡市道黒石野門前寺線（旧奥州街道）

## 施設
- 巻堀神社

## 出身有名人
- 石川啄木